# Viện thẩm mỹ Białystok
Viện thẩm mỹ và chăm sóc sức khỏe Białystok (tiếng Ba Lan: Wyższa Szkoła Kosmetologii i Ochrony Zdrowia w Białymstoku) là một trường thương mại tư nhân ở Białystok, Ba Lan. Nó cung cấp một khóa học ba năm ở các chuyên ngành: thẩm mỹ, điều dưỡng, sức khỏe cộng đồng (nâng cao sức khỏe và sắc đẹp; nghiên cứu y tế khẩn cấp) và vật lý trị liệu. Sinh viên tốt nghiệp của Viện nhận được một chứng chỉ cử nhân (tiếng Ba Lan: licencjat). Khoa của Viện gồm các thành viên của khoa từ Đại học Białystok, Đại học Kỹ thuật Białystok và Đại học Y Białystok.

## Lịch sử
Viện thẩm mỹ Białystok được khai trương vào ngày 16 tháng 4 năm 2003. Sau khi chương trình giảng dạy của nó được mở rộng để bao gồm điều dưỡng và y tế công cộng, tên của nó được mở rộng thành Viện thẩm mỹ và chăm sóc sức khỏe Białystok.

## Chính quyền nhà trường
- Hiệu trưởng: giáo sư. dr hab. R. Czerpak
- Phó Hiệu trưởng: dr inż. W. Puczyński

## Giáo trình thẩm mỹ
- Giải phẫu cơ bản của con người
- Mô học
- Hóa học nói chung
- Sinh lý học với vật lý trị liệu
- Ăn kiêng
- Vệ sinh và khử trùng
- Các loại mỹ phẩm
- Tạo mẫu tóc và mỹ phẩm
- Tính thẩm mỹ
- Kỹ thuật làm tóc và mỹ phẩm
- Các phác thảo của lịch sử thẩm mỹ
- Thẩm mỹ chuyên nghiệp
- Tâm lý học cơ bản
- Ngoại ngữ (tiếng Anh hoặc tiếng Đức)
- Sinh lý học cơ bản của con người
- Hóa sinh đại cương
- Vi sinh vật đại cương
- Y học với các yếu tố sinh lý bệnh
- Da liễu
- Dị ứng với miễn dịch học
- Kiến thức cơ bản về thuốc
- Hóa học mỹ phẩm
- Hóa học thành phần mỹ phẩm tự nhiên
- Sư phạm cơ bản
- Xã hội học cơ bản
- Đánh giá mỹ phẩm
- Chất thơm
- Chất độc
- Điện máy
- Kinh tế cơ bản và tài chính
- Quản lý và tiếp thị cơ bản
- Luật pháp và quy định tại nơi làm việc
- Luật thương mại cơ bản
- Hội thảo văn bằng
- Luận văn tốt nghiệp
- CNTT
- Giáo dục thể chất
- Đào tạo thực tiễn